# Basquetebol 3x3
Basquete 3x3 (pronunciado 3 por 3 ou 3x3 ou Três por três), e anteriormente conhecido como FIBA 33, é uma versão formalizada do basquetebol de três por três. É uma variante do basquetebol desenvolvida em campos exteriores de asfalto em cidades, nos Estados Unidos da América. Com mais de 250 milhões de jogadores por todo o mundo está entre os desportos recreativos mais jogados no Mundo. O 3x3 tornou-se um motor essencial do desenvolvimento do basquetebol. Esta variante do desporto está atualmente a ser promovida pelo corpo governamental a nível mundial, a FIBA, que começou o desenvolvimento em 2007. O formato foi primeiramente testado nos Jogos Asiáticos em Recinto Coberto de 2007, em Macau, e foi introduzido a nível mundial nos Jogos Asiáticos da Juventude de 2009, em Singapura, e fez a estreia competitiva mundial nas Olimpíadas da Juventude de 2010, também em Singapura.

## Regras básicas
A FIBA publicou as regras oficiais do 3x3 a 2 de Junho de 2011, como suplemento às regras oficiais do basquetebol. As regras dizem que as regras normais da FIBA se aplicam a todas as situações não especificadas nas regras do 3x3.
As diferenças do basquetebol regular de campo inteiro são as seguintes:
- Cada equipe tem quatro jogadores, dos quais três estão em campo, e um de reserva.
- O jogo é jogado num campo com metade da dimensão de um campo do basquetebol regular da FIBA, tendo só um cesto.
- A bola lançada ao ar não é usada para iniciar o jogo. Em vez disso, imediatamente antes do jogo um jogador de uma equipe tenta atirar da zona dos três pontos. Se conseguir, será a equipa desse jogador a sair com a bola. As situações de bola lançada ao ar subsequentes são governadas pela alternação da posse de bola, com a primeira possessão dessas a ir para a equipa que não teve a posse de bola no início do jogo.
- Em vez dos três árbitros usados no basquetebol regular, no 3x3 há apenas dois árbitros, e ainda um marcador, um controlador do tempo e um operador do relógio de jogadas.
- O jogo divide-se em dois períodos de cinco minutos cada. Vence a equipa que marca 33 ou mais pontos. Se nenhuma equipa atingir os 33 pontos no final do tempo regular, a equipa com a pontuação  mais alta vence. Um empate no tempo regulamentar leva aos prolongamentos de dois minutos que sejam necessários para encontrar um vencedor no fim do tempo, ou por atingir os 33 pontos.
- É usado um relógio de jogadas.
- A primeira pessoa na equipa atacante a possuir a bola fora do arco dos três pontos deve passar a bola a um colega de equipa antes de poder atirar ao cesto.
- Se a defesa ganhar a posse de bola na área de dois pontos, por roubar ou recuperar a bola, a equipa deve primeiro levar a bola para a área dos três pontos antes de poder tentar encestar.
- Os lançamentos são efectuados num ponto no nível das margens no topo do arco dos três pontos. O lançador deve passar a algum colega numa posição qualquer do campo. O receptor não pode atirar logo ao cesto independentemente da sua localização. Se estiver na área dos três pontos, o receptor deve passar a um colega de equipa. Se estiver na área dos dois pontos, a bola deve ser driblada ou passada para fora da área; uma vez fora da área, o jogador com a posse de bola deve passar antes da equipa poder tentar fazer o cesto.
- Fazer afundanços não é permitido a menos que o campo tenha aros separados aprovados.
- Não são permitidos descontos de tempo em nenhuma altura (ainda assim, os árbitros devem parar o jogo em caso de lesão de um jogador ou de outra situação perigosa, tal como nas regras normais da FIBA).

Existem algumas regras similares às do basquetebol tradicional, expressas nas regras do 3x3:
- Um jogador que cometer 5 faltas é desqualificado, como num jogo de basquetebol tradicional.
- Uma equipa fica numa situação de falta de penalidade na sua quarta falta quer num mesmo período, quer durante o jogo todo. Faltas defensivas que não são feitas ao atirar a bola ao cesto subsequentes, cometidas pela mesma equipa, resultam em dois lances livres. Como as regras principais da FIBA aplicam-se a menos que haja regras sobre a situação nas regras da FIBA para o 3x3, todos os prolongamentos são considerados uma extensão do segundo período para fins de faltas de penalidade.

O Secretário-Geral da FIBA, General Patrick Baumann, afirmou que as regras são um trabalho em progresso, mas que nenhumas mudanças irão comprometer o espírito de rua do 3 por 3. Uma mudança das regras originais foi no número de períodos; no primeiro evento de teste, os jogos tiveram três períodos de cinco minutos cada.

## Desenvolvimento
O conceito do FIBA 3x3 foi desenvolvido primeiramente em 2007, com uma competição de demonstração realizada em Novembro desse ano, nos  Jogos Asiáticos em Recinto Coberto em Macau. Mais eventos de teste foram realizados em Abril de 2008 na República Dominicana e em Outubro de 2008 na Indonésia. O 3x3 entrou mais tarde em competição nos Jogos Asiáticos da Juventude de 2009, com 19 equipas no torneio masculino e 16 equipas no torneio feminino. Todos os jogos tiveram lugar na Escola Secundária Anglicana, em Singapura. O basquetebol 3x3 foi a única forma de basquetebol nas Olimpíadas de Verão da Juventude de 2010. Houve 20 equipas em competição quer no torneio masculino, quer no torneio feminino. Os eventos decorreram no *scape Youth Space, em Singapura.
O primeiro Campeonato Mundial de 3x3 foi realizado em Rimini, Itália, em 2011, e foi a Nova Zelândia que venceu. O desporto está a ser desenvolvido pelo director-desportivo da FIBA, Kosta Iliev e é altamente apontado para se tornar um Desporto olímpico já em 2016.
De acordo com Baumann, o entusiasmo pelo formato 3x3 na China está "para além da imaginação", e os torneios de FIBA 33 são realizados "quase todas as semanas" no Sudoeste asiático.
A FIBA está igualmente a desenvolver um sistema de ranking mundial para o FIBA 3x3, estando a consultar as empresas tecnológicas, bem como professores de estatística de uma universidade no país da sede da FIBA (a Suíça). Como o 3x3 é uma versão cortada do jogo tradicional de basquetebol, tem um paralelo óbvio no Voleibol de praia, uma variante de exterior com dois jogadores por equipa do voleibol. Assim, a FIBA está em contacto regular com a entidade governativa do voleibol, a FIVB, para aprender acerca do desenvolvimento do voleibol de praia desde que a disciplina foi introduzida nas Olimpíadas de 1996.
A FIBA vê o 3x3 como um grande veículo de promoção do jogo à volta do mundo. Como Baumann afirmou em 2008, "O conceito 3 por 3 tem todos os elementos e capacidades requeridas para o basquetebol, inspirou e continuará a inspirar alguns grandes jogadores no futuro. Ao mesmo tempo, é a mais fácil e uma das mais efectivas formas de trazer os mais jovens para o basquetebol, mantê-los e promover o nosso jogo. Por fim, o FIBA 3x3 pode e irá promover valores-chave educacionais e sociais para as próximas gerações.". Baumann espera também que o 3x3 seja adoptado nas Olimpíadas de Verão de 2016 ou de 2020.